# 랑그도크루시용
랑그도크루시용(프랑스어: Languedoc-Roussillon, 오크어: Lengadòc-Rosselhon, 카탈루냐어: Llenguadoc-Rosselló)은 프랑스 남부에 위치한 레지옹으로 중심 도시는 몽펠리에이며 면적은 27,376km2, 인구는 2,700,266명(2012년 기준)이다.
동쪽으로는 프로방스알프코트다쥐르, 북동쪽으로는 론알프(현재의 오베르뉴론알프), 북쪽으로는 오베르뉴(현재의 오베르뉴론알프), 서쪽으로는 미디피레네와 접하며 남서쪽으로는 스페인, 안도라와 국경을 접한다. 남쪽으로는 지중해와 접한다. 5개 주(가르주, 로제르주, 에로주, 오드주, 피레네조리앙탈주)를 관할한다.
앙시앵 레짐의 프로방스 랑그도크와 루시용을 합쳐 만들어졌다. 2016년 1월 1일을 기해 시행된 레지옹 개편에 따라 랑그도크루시용과 미디피레네가 옥시타니(옛 이름 랑그도크루시용미디피레네)로 합병되었다.

## 문화
랑그도크루시용의 상징의 십자가는 옥시타니아 십자가이며 오른쪽 하단의 줄무늬는 카탈루냐의 깃발이다. 2004년에 태양을 상징하는 새로운 문양이 소개되었으며 현재 혼용되고 있다. 지금 표에 나와있는 상징과, 레지옹 기는 이전에 있던 것이다.